# ムスカテール
ムスカテールは日本の競走馬。馬名の由来はフランス語で銃士。おもな勝ち鞍は2013年目黒記念。

## 経歴

### 2歳（2010年）
デビューは12月5日の阪神競馬場のダート1800m戦。2着に2馬身差をつけてのデビュー戦を飾った。

### 3歳（2011年）
4ヶ月の休み明けとなった阪神の500万下（ダート1800m）を1番人気に応えて2連勝となった。陣営は東京のダービートライアルのプリンシパルステークスに出走。後方からの競馬で直線は良く追い込むも5着に敗れ、京都の白百合ステークスは4着に健闘した。このあと3ヶ月半の休みをはさみセントライト記念（9着）の後に迎えた京都の清滝特別は最後の直線で抜け出して3勝目を飾り、芝初勝利となった。このあと準オープンの2戦は1番人気に推されるも期待に応えることは出来なかった。

### 4歳（2012年）
1月の中山の初富士ステークス（6着）後、5ヶ月休養し1000万下に降級。阪神の1000万下を2戦し、迎えた7月の中京の木曽川特別で4勝目を飾った。その後格上挑戦となった新潟記念は11番人気ながら5着に健闘する。そして10月の東京の準オープンオクトーバーステークスは先に抜け出していたフジマサエンペラーを最後とらえて5勝目を飾ると共にオープン入りを果たした。アルゼンチン共和国杯は先に抜け出していたルルーシュを捕らえることができず2着に惜敗した。

### 5歳（2013年）

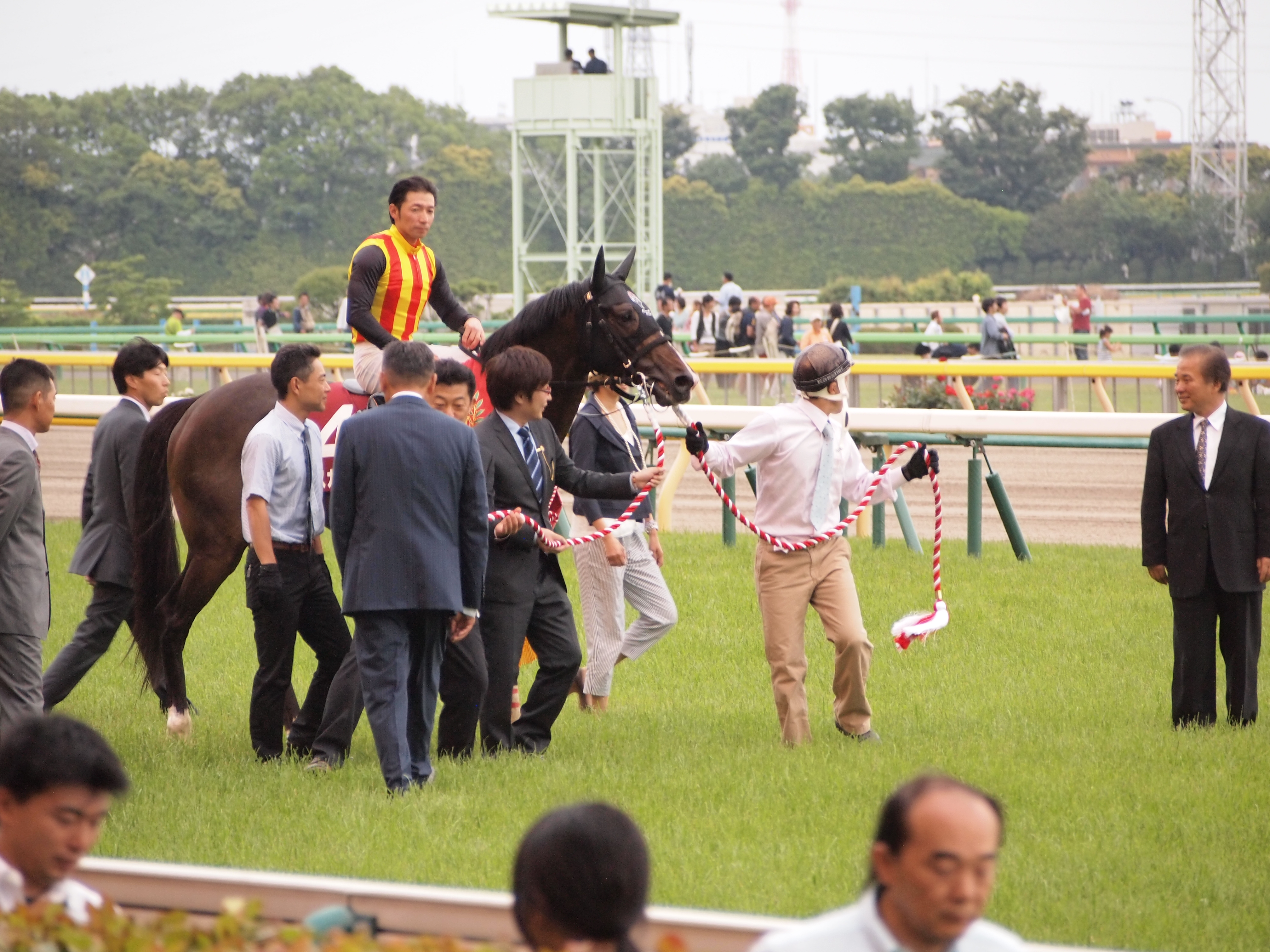
目黒記念での口取り

日経新春杯は中団からの競馬となり、直線追い込むもカポーティスターを最後まで捕らえることが出来ず、またも2着に惜敗した。日経賞は徐々に前に進出するも3着に敗れた。天皇賞（春）（16着）を挟んで迎えた目黒記念は道中12番手から出走馬最速の上がり3F34.1の末脚で追い込み、2分29秒6のコースレコードタイムで重賞初制覇を果たした。しかし秋初戦となったオールカマーは直線伸びず9着、続くアルゼンチン共和国杯は8着、金鯱賞は6着と精彩を欠いた。

### 6歳（2014年）
久々のダート戦となった1月の川崎記念では2着と好走する。しかしその後は勝ちきれないレースが続いた。

### 7歳（2015年）〜
1月の川崎記念は8着、4月の大阪杯は11着と惨敗続きだったが、4月のメトロポリタンステークスで久々の勝利を挙げる。しかしその後は1勝もすることなく2017年6月3日付けで競走馬登録を抹消された。引退後はJRA馬事公苑で乗馬となる。その後、2018年から2021年頃まで中京競馬場で誘導馬を務めた。2022年5月に愛知学院大学馬術部に移動し、乗馬として繋養されている。

## 競走成績
| 競走日     | 競馬場 | 競走名               | 格       | 頭数 | オッズ | （人気） | 着順 | 騎手           | 斤量 [kg] | 距離 （馬場） | タイム（上がり3F） | 着差 | 1着馬（2着馬）         |
| ---------- | ------ | -------------------- | -------- | ---- | ------ | -------- | ---- | -------------- | --------- | ------------- | ------------------ | ---- | ---------------------- |
| 2010.12.05 | 阪神   | 2歳新馬              |          | 10   | 006.9  | 0（3人） | 01着 | C.ルメール     | 55        | ダ1800m（稍） | 1:54.1（37.3）     | -0.3 | （トレンドハンター）   |
| 2011.04.03 | 阪神   | 3歳500万下           |          | 16   | 003.4  | 0（1人） | 01着 | 岩田康誠       | 56        | ダ1800m（良） | 1:54.9（37.2）     | -0.2 | （スクウェルチャー）   |
| 0000.05.07 | 東京   | プリンシパルS        | OP       | 18   | 022.5  | 0（9人） | 05着 | N.ピンナ       | 56        | 芝2000m（稍） | 2:01.4（34.1）     | -0.4 | トーセンレーヴ         |
| 0000.00.28 | 京都   | 白百合S              | OP       | 10   | 005.7  | 0（4人） | 04着 | N.ピンナ       | 56        | 芝1800m（不） | 1:50.8（35.1）     | -0.5 | マイネルラクリマ       |
| 0000.09.18 | 中山   | セントライト記念     | GII      | 17   | 032.5  | 0（9人） | 09着 | 四位洋文       | 56        | 芝2200m（良） | 2:12.0（34.9）     | -1.7 | フェイトフルウォー     |
| 0000.10.15 | 京都   | 鳴滝特別             | 1000万下 | 11   | 002.3  | 0（1人） | 01着 | 岩田康誠       | 54        | 芝2200m（稍） | 2:11.7（33.5）     | -0.1 | （レッドシャガーラ）   |
| 0000.11.12 | 京都   | 比叡S                | 1600万下 | 14   | 002.6  | 0（1人） | 04着 | 岩田康誠       | 55        | 芝2400m（良） | 2:25.0（34.6）     | -0.6 | スマートロビン         |
| 0000.12.24 | 阪神   | 元町S                | 1600万下 | 14   | 003.1  | 0（1人） | 04着 | C.ウィリアムズ | 55        | 芝2000m（良） | 2:04.2（34.7）     | -0.4 | リッカロイヤル         |
| 2012.01.15 | 中山   | 初富士S              | 1600万下 | 14   | 005.1  | 0（4人） | 06着 | C.ルメール     | 55        | 芝1800m（良） | 1:47.5（35.8）     | -0.6 | アカンサス             |
| 0000.06.09 | 阪神   | 三田特別             | 1000万下 | 15   | 005.7  | 0（4人） | 04着 | C.ウィリアムズ | 57.5      | 芝2200m（稍） | 2:14.8（35.7）     | -0.4 | タガノキャプテン       |
| 0000.00.28 | 阪神   | 京橋特別             | 1000万下 | 14   | 003.3  | 0（1人） | 03着 | C.ウィリアムズ | 57        | 芝2000m（良） | 2:03.5（35.5）     | -0.1 | サトノパンサー         |
| 0000.07.08 | 中京   | 木曽川特別           | 1000万下 | 15   | 003.4  | 0（2人） | 01着 | 小牧太         | 57        | 芝2200m（良） | 2:15.5（34.9）     | -0.1 | （カフナ）             |
| 0000.09.02 | 新潟   | 新潟記念             | GIII     | 18   | 025.8  | （11人） | 05着 | 北村宏司       | 52        | 芝2000m（良） | 1:57.7（32.9）     | -0.1 | トランスワープ         |
| 0000.10.06 | 東京   | オクトーバーS        | 1600万下 | 11   | 002.5  | 0（1人） | 01着 | 内田博幸       | 56        | 芝2400m（良） | 2:26.9（32.9）     | -0.4 | （フジマサエンペラー） |
| 0000.11.04 | 東京   | アルゼンチン共和国杯 | GII      | 15   | 004.9  | 0（3人） | 02着 | 内田博幸       | 55        | 芝2500m（良） | 2:30.1（34.2）     | -0.2 | ルルーシュ             |
| 2013.01.13 | 京都   | 日経新春杯           | GII      | 16   | 004.0  | 0（1人） | 02着 | W.ビュイック   | 56        | 芝2400m（良） | 2:25.1（34.6）     | -0.1 | カポーティスター       |
| 0000.03.23 | 中山   | 日経賞               | GII      | 14   | 016.9  | 0（7人） | 03着 | 内田博幸       | 56        | 芝2500m（良） | 2:32.4（34.6）     | -0.4 | フェノーメノ           |
| 0000.04.28 | 京都   | 天皇賞（春）         | GI       | 18   | 048.0  | 0（7人） | 16着 | 福永祐一       | 58        | 芝3200m（良） | 3:19.3（40.8）     | -5.1 | フェノーメノ           |
| 0000.05.26 | 東京   | 目黒記念             | GII      | 18   | 008.8  | 0（4人） | 01着 | 内田博幸       | 56        | 芝2500m（良） | 2:29.6（34.1）     | -0.2 | （ルルーシュ）         |
| 0000.09.22 | 中山   | オールカマー         | GII      | 16   | 006.6  | 0（3人） | 09着 | 内田博幸       | 57        | 芝2200m（良） | 2:12.7（34.7）     | -0.7 | ヴェルデグリーン       |
| 0000.11.03 | 東京   | アルゼンチン共和国杯 | GII      | 18   | 004.6  | 0（2人） | 08着 | U.リスポリ     | 57.5      | 芝2500m（良） | 2:31.8（35.9）     | -0.9 | アスカクリチャン       |
| 0000.11.30 | 中京   | 金鯱賞               | GII      | 14   | 008.0  | 0（4人） | 06着 | M.デムーロ     | 57        | 芝2000m（良） | 2:00.6（34.8）     | -1.0 | カレンミロティック     |
| 2014.01.29 | 川崎   | 川崎記念             | JpnI     | 11   | 010.7  | 0（3人） | 02着 | 岩田康誠       | 57        | ダ2100m（良） | 2:13.9（38.4）     | -0.1 | ホッコータルマエ       |
| 0000.03.19 | 船橋   | ダイオライト記念     | JpnII    | 14   | 001.3  | 0（1人） | 05着 | 岩田康誠       | 56        | ダ2400m（稍） | 2:36.5（40.3）     | -1.9 | ニホンピロアワーズ     |
| 0000.06.01 | 東京   | 目黒記念             | GII      | 16   | 014.1  | 0（7人） | 06着 | 内田博幸       | 57        | 芝2500m（良） | 2:31.2（34.8）     | -0.2 | マイネルメダリスト     |
| 0000.06.25 | 大井   | 帝王賞               | JpnI     | 11   | 010.6  | 0（4人） | 06着 | 岩田康誠       | 57        | ダ2000m（不） | 2:05.6（37.5）     | -2.1 | ワンダーアキュート     |
| 0000.09.28 | 新潟   | オールカマー         | GII      | 18   | 039.9  | （11人） | 10着 | 北村友一       | 56        | 芝2200m（良） | 2:12.7（35.1）     | -0.5 | マイネルラクリマ       |
| 2015.01.28 | 川崎   | 川崎記念             | JpnI     | 12   | 019.9  | 0（5人） | 08着 | 岩田康誠       | 57        | ダ2100m（重） | 2:19.8（42.3）     | -2.9 | ホッコータルマエ       |
| 0000.04.05 | 阪神   | 大阪杯               | GII      | 14   | 312.8  | （13人） | 11着 | 四位洋文       | 56        | 芝2000m（不） | 2:05.2（37.5）     | -2.3 | ラキシス               |
| 0000.04.25 | 東京   | メトロポリタンS      | OP       | 12   | 018.8  | 0（7人） | 01着 | 吉田豊         | 57        | 芝2400m（良） | 2:24.8（34.3）     | -0.0 | (ニューダイナスティ)   |
| 0000.05.31 | 東京   | 目黒記念             | GII      | 18   | 021.3  | （10人） | 07着 | 吉田豊         | 57.5      | 芝2500m（良） | 2:30.4（35.1）     | -0.7 | ヒットザターゲット     |
| 2016.07.10 | 中京   | プロキオンS          | GIII     | 15   | 208.1  | （15人） | 14着 | 藤岡康太       | 57        | ダ1400m（稍） | 1:23.9（37.8）     | -1.8 | ノボバカラ             |
| 0000.09.04 | 新潟   | 新潟記念             | GIII     | 18   | 103.1  | （16人） | 07着 | 津村明秀       | 57        | 芝2000m（良） | 1:57.8（33.6）     | -0.3 | アデイインザライフ     |
| 0000.11.06 | 東京   | アルゼンチン共和国杯 | GII      | 15   | 042.7  | （10人） | 11着 | A.シュタルケ   | 57        | 芝2500m（良） | 2:34.2（34.9）     | -0.8 | シュヴァルグラン       |
| 0000.12.03 | 中京   | 金鯱賞               | GII      | 13   | 147.6  | （12人） | 07着 | 中谷雄太       | 56        | 芝2000m（良） | 2:00.1（33.7）     | -0.4 | ヤマカツエース         |
| 0000.12.25 | 中山   | 有馬記念             | GI       | 16   | 202.3  | （16人） | 14着 | 中谷雄太       | 57        | 芝2500m（良） | 2:34.9（37.1）     | -2.3 | サトノダイヤモンド     |
| 2017.02.18 | 東京   | ダイヤモンドS        | GIII     | 15   | 134.5  | （12人） | 08着 | 中谷雄太       | 56        | 芝3400m（良） | 3:36.1（34.8）     | -0.9 | アルバート             |
| 0000.05.07 | 新潟   | 新潟大賞典           | GIII     | 16   | 092.1  | （14人） | 07着 | 丸山元気       | 56        | 芝2000m（稍） | 1:59.2（34.8）     | -0.6 | サンデーウィザード     |
| 0000.05.28 | 東京   | 目黒記念             | GII      | 18   | 259.3  | （18人） | 14着 | 吉田豊         | 56        | 芝2500m（良） | 2:32.4（35.1）     | -1.5 | フェイムゲーム         |

## 血統表
| ムスカテールの血統（ロベルト系（ヘイルトゥリーズン系） / Hail to Reason 4 x 4 = 12.50%） | ムスカテールの血統（ロベルト系（ヘイルトゥリーズン系） / Hail to Reason 4 x 4 = 12.50%） | ムスカテールの血統（ロベルト系（ヘイルトゥリーズン系） / Hail to Reason 4 x 4 = 12.50%） | （血統表の出典） | （血統表の出典） |
| 父 マヤノトップガン 1992 栗毛                                                            | 父の父*ブライアンズタイム Brian's Time 1985 黒鹿毛                                       | Roberto                                                                                  | Hail to Reason   | Hail to Reason   |
| 父 マヤノトップガン 1992 栗毛                                                            | 父の父*ブライアンズタイム Brian's Time 1985 黒鹿毛                                       | Roberto                                                                                  | Bramalea         |                  |
| 父 マヤノトップガン 1992 栗毛                                                            | 父の父*ブライアンズタイム Brian's Time 1985 黒鹿毛                                       | Kelley's Day                                                                             | Graustark        | Graustark        |
| 父 マヤノトップガン 1992 栗毛                                                            | 父の父*ブライアンズタイム Brian's Time 1985 黒鹿毛                                       | Kelley's Day                                                                             | Golden Trail     |                  |
| 父 マヤノトップガン 1992 栗毛                                                            | 父の母*アルプミープリーズ Alp Me Please 1981 栗毛                                        | Blushing Groom                                                                           | Red God          | Red God          |
| 父 マヤノトップガン 1992 栗毛                                                            | 父の母*アルプミープリーズ Alp Me Please 1981 栗毛                                        | Blushing Groom                                                                           | Runaway Bride    |                  |
| 父 マヤノトップガン 1992 栗毛                                                            | 父の母*アルプミープリーズ Alp Me Please 1981 栗毛                                        | Swiss                                                                                    | Vaguely Noble    | Vaguely Noble    |
| 父 マヤノトップガン 1992 栗毛                                                            | 父の母*アルプミープリーズ Alp Me Please 1981 栗毛                                        | Swiss                                                                                    | Gala Host        |                  |
| 母 シェリール 2000 青鹿毛                                                                | 母の父*サンデーサイレンス Sunday Silence 1986 青鹿毛                                     | Halo                                                                                     | Hail to Reason   | Hail to Reason   |
| 母 シェリール 2000 青鹿毛                                                                | 母の父*サンデーサイレンス Sunday Silence 1986 青鹿毛                                     | Halo                                                                                     | Cosmah           |                  |
| 母 シェリール 2000 青鹿毛                                                                | 母の父*サンデーサイレンス Sunday Silence 1986 青鹿毛                                     | Wishing Well                                                                             | Understanding    | Understanding    |
| 母 シェリール 2000 青鹿毛                                                                | 母の父*サンデーサイレンス Sunday Silence 1986 青鹿毛                                     | Wishing Well                                                                             | Mountain Flower  |                  |
| 母 シェリール 2000 青鹿毛                                                                | 母の母*ジェドゥーザムール J'ai Deux Amours 1986 黒鹿毛                                   | Top Ville                                                                                | High Top         | High Top         |
| 母 シェリール 2000 青鹿毛                                                                | 母の母*ジェドゥーザムール J'ai Deux Amours 1986 黒鹿毛                                   | Top Ville                                                                                | Sega Ville       |                  |
| 母 シェリール 2000 青鹿毛                                                                | 母の母*ジェドゥーザムール J'ai Deux Amours 1986 黒鹿毛                                   | Pollenka                                                                                 | Reliance         | Reliance         |
| 母 シェリール 2000 青鹿毛                                                                | 母の母*ジェドゥーザムール J'ai Deux Amours 1986 黒鹿毛                                   | Pollenka                                                                                 | Polana F-No.16-a |                  |

- 母の半兄に愛ダービー馬Winged Love（父In the Wings）、重賞3勝のダイワカーリアン（父：Caerleon）。母の全弟に東京スポーツ杯2歳ステークス勝ちのあるアドマイヤビッグがいる。
- 半弟にダイヤモンドステークス勝ちのあるグロンディオーズ（父ルーラーシップ）がいる。